# Lijst van monarchen van Servië (middeleeuwen)
Dit is een overzicht van monarchen van Servië tijdens de middeleeuwen. 

## Het vroege Servië
De eerste dynastie die Servië in een zekere zin zelfstandig regeerde gaat terug op Vlastimir, de zoon van Prosigoj. Deze dynastie wordt de Vlastimirićdynastie genoemd.
De vroegste Servisch overleveringen noemen de volgende aanvoerders (župans):
- De Onbekende archont
- Svevlad, rond 660
- Selimir, rond 680
- Vladin, rond 700
- Ratimir, rond 730

De geschiedkundigen van Constantijn VII van Byzantium melden de volgende župans die vóór Vlastimir heersten:
- Višeslav (verwant aan de Onbekende archont), rond 780
- Radoslav (zoon van Višeslav)
- Prosigoj (zoon van Radoslav) 822-836

### Vlastimirić
- Vlastimir,  836-863
- Mutimir, 863-890
- Prvoslav, 891-892
- Petar Gojniković, 892-917
- Pavle Branović, 917-921
- Zaharija Prvoslavljević, 921-924

924-927 : Servië bezet door Bulgarije
- Časlav Klonimirović, 927-950

## Dioclitië/Zeta
Tussen 950 en 1050 viel Servië onder Byzantijnse heerschappij. Rond 1040 werd Stefan Vojislav Byzantijns archont van Duklja (Dioclitië), het huidige zuidelijke Montenegro en noordelijk Albanië.

### Vojisavljević
- Stefan Vojislav, 1040-1052
- Mihailo Vojislavljević, 1052-1077 (grootžupan) en 1077-1081 (koning).
- Konstantin Bodin, 1081-1101
- Dobroslav, 1101
- Kočapar, 1101-1102
- Vladimir, 1102-1114
- Đorđe Vojislavljević, 1114-1118 en 1125-1131

## Raška

### Urošević
De Uroševićdynastie bereikte onder župans Uroš I en Uroš II, gedurende hun regering over Servië (Raška), een zekere onafhankelijkheid van Byzantium.
- Vukan, 1080-1114
- Uroš I, 1118-1140
- Uroš II, 1140-1161
- Desa, 1161-1165

- Tihomir 1165-1167 (zijtak van de Uroševićdynastie)

### Nemanjić
De Nemanjićdynastie wordt ook met de term 'Nemanjiden' aangeduid.
- Stefan Nemanja, 1167-1196
- Stefan Nemanjić, 1196-1227
- Stefan Radoslav, 1227-1234
- Stefan Vladislav 1234-1243
- Stefan Uroš I, 1243-1276
- Stefan Dragutin, 1276-1282
- Stefan Uroš II Milutin, 1282-1321
- Stefan Uroš III Dečanski, 1321-1331
- Stefan Uroš IV Dušan, 1331-1355
- Stefan Uroš V, 1355-1371

## Zeta

### Balšić (ca. 1360-1421)
- Balša I, 1356-1362
- Đurađ I, 1362-1378
- Balša II, 1378-1385
- Đurađ II, 1385-1403
- Balša III, 1403-1421
- Stefan Lazarević, 1421-1427
- Đurađ Branković, 1427-1435

## Raška

### Lazarević
- Lazar Hrebeljanović, 1371-1389
- Stefan Lazarević, 1389-1427

### Branković (1427-1459)
De Servische vorsten van de Brankovićdynastie regeerden vanuit Hongarije tot 1502.
- Đurađ Branković, 1427-1456
- Lazar Branković, 1456-1458
- Stefan Branković, 1458-1459

## Zeta/Montenegro

### Crnojević
De leden van de Crnojevićdynastie wonnen reeds aan invloed in Zeta gedurende de heerschappij van de Brankovićdynastie; zij werden aangesteld als kapiteinen.
- Ivan I Crnojević, 1465/1481-1490
- Đurađ Crnojević, 1490-1496
- Stefan Crnojević, 1496-1498
- Ivan II Crnojević, 1514-1528